# Elena Cattaneo
Elena Cattaneo (OMRI) (Milà, 22 d'octubre de 1962) és una farmacòloga italiana i directora cofundadora del Centre d'Investigació de Cèl·lules Mare a la Universitat de Milà.
Des de 2013, ha estat senadora vitalícia en el Parlament italià.

## Biografia
Cattaneo va néixer a Milà. Després de graduar-se (summa cum laude) en farmàcia l'any 1986, es va traslladar a Boston (als Estats Units) durant uns anys, on es va especialitzar al MIT. Va estudiar la diferenciació de la cèl·lula mare neuronal en l'àrea del cervell humà associada a les malalties degeneratives sota el tutoratge del professor Ronald McKay. Un altre dels seus mentors va ser el professor Anders Björklund de la Universitat de Lund. Cattaneo va passar un temps amb ell a Suècia aprenent tècniques d'empelt que es poguessin usar amb les cèl·lules mare. En tornar a Itàlia, va començar la seva carrera acadèmica a la Universitat de Milà. Va viure a Brugherio i va treballar a Milà.

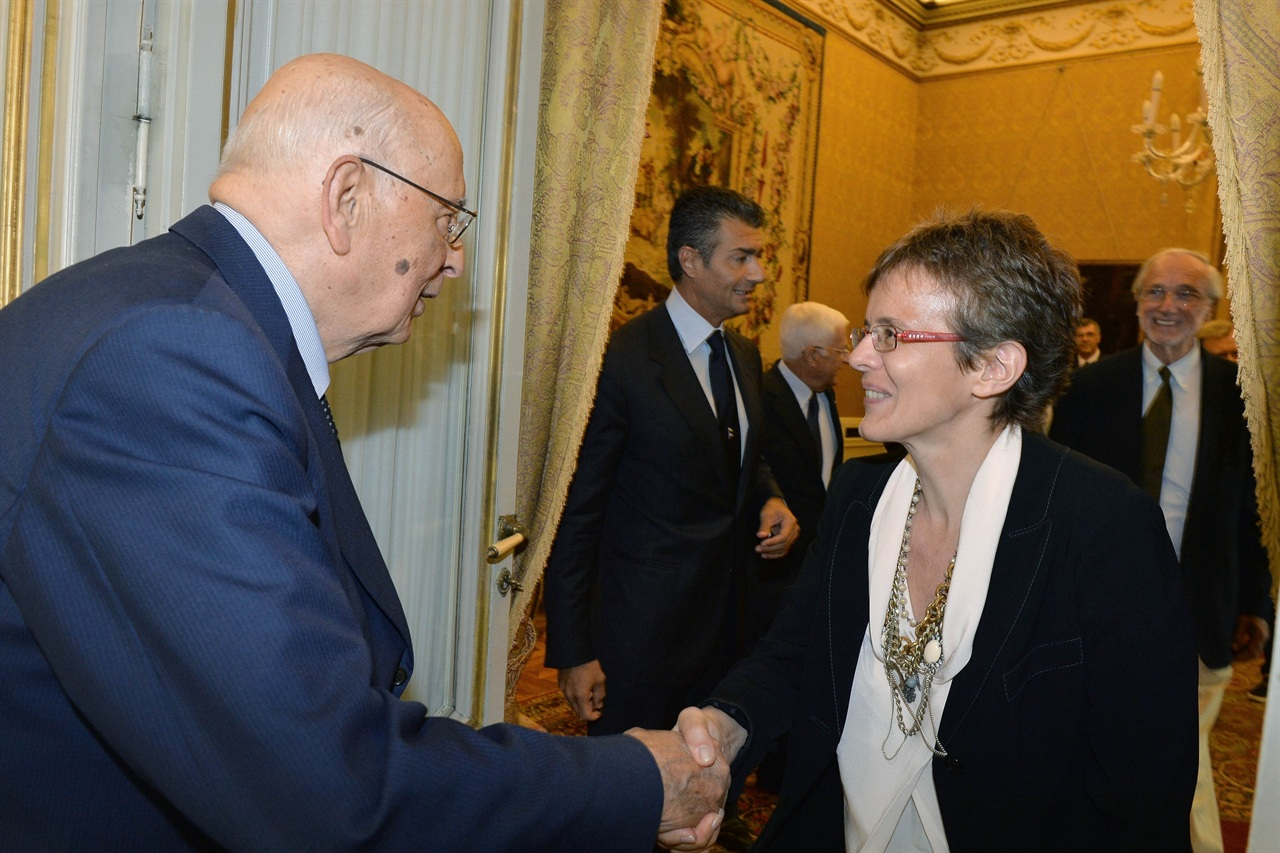
L'expresident Napolitano amb la senadora Cattaneo

Cattaneo va ser nomenada al Senat d'Itàlia com a senadora vitalícia, la més jove en la història d'Itàlia, pel president Giorgio Napolitano el 30 d'agost de 2013, juntament amb Claudio Abbado, Renzo Piano i Carlo Rubbia. El nomenament va ser fet per apreciar la seva carrera científica, així com per animar altres persones.
Cattaneo ha usat la seva posició per oposar-se a les afirmacions infundades per companyies que ofereixen remeis de cèl·lules mare. Les afirmacions sense fonament científic van ser fetes primerament per una empresa privada anomenada Stamina Foundation, que va ser fundada el 2009. La teràpia Stamina implicava recomanar les cèl·lules mare per un seguit de condicions amb poc o cap evidència científica de llur eficiència. Periodistes, inclosos prestigiosos treballadors de la revista Nature van ser calumniats i amenaçats. El consens en la comunitat científica estava en contra de la teràpia Stamina. Stamina va aprofitar les bones intencions de malalts que n'eren partidaris i creien que les seves afirmacions era la seva última esperança.
L'any 2012 el debat va acabar aparentment en declara l'Agència Italiana del Medicament que el mètodes de Stamino no eren segurs, tanmateix la Fundació va apel·lar als seus partidaris, que van apel·lar els polítics i els tribunals. Els tribunals van citar la compassió com la raó que van donar en moltes de les 450 apel·lacions que exigien que els tribunals permetessin als pacients rebre el tractament de cèl·lules mare "panacea". Alguns polític van anar més enllà i van usar fons públics per finançar una prova multimilionària. No va ser fins a l'agost de 2014 que un tribunal de Turí va sentenciar que Stamina no només havia d'aturar-se sinó que tot el seu equipament havia de ser requisat. Això va ser possible gràcies al suport d'una senadora: Elena Cattaneo. En convertir-se en senadoras, Cattaneo va utilitzar la seva posició per exigir proves contra Stamina que en altres ocasions s'havien negat. El gener de 2014, van començar 25 audiències degudes a la investigació de 15 persones. L'informe de la investigació demanava un seguit de mesures inclòs que els tribunals havien de tenir membres de la comunitat científica en aquest tipus de causes. S'afirmava que "El cas Stamina […] demostrava la influència que científics individuals poden tenir en la lluita contra les forces anticientífiques".
Cattaneo va ser premiada amb la Medaglia teresiana per la Universitat de Pavia, l'any 2013. El 2015, Nature dedicaria una editorial per lloar l'obra de Cattaneo i els suports que havia rebut.